# Carlotta Ordassy
Carlotta Ordassy (Budapeste, 2 de maio de 1921 — Cortland, EUA, 11 de outubro de 2006) foi uma cantora lírica soprano de ascendência húngara, considerada uma das grandes cantoras do período do pós-guerra em seu país, tendo feito carreira nos Estados Unidos da América.

## Biografia
A soprano recebeu seu diploma da Academia de Música de Budapeste em 1947, no mesmo ano em que venceu o segundo lugar na prestigiosa Competição Internacional de Música de Genebra, Suíça. O primeiro lugar foi concedido à soprano espanhola Victoria de los Angeles. A seguir, Ordassy estudou com Gina Cigna na escola do Teatro alla Scala, em Milão, antes de apresentar-se profissionalmente em 1950, como a Segunda Dama da ópera A Flauta Mágica de Mozart, no mesmo teatro, sob a condução de Otto Klemperer.
Após ter emigrado para os Estados Unidos, estudou empostação de voz em Nova Iorque e ganhou uma bolsa de estudos e um contrato com a Met por ter vencido a série de provas organizada por uma estação de rádio. Sua estreia na Met, como Gerhilde em "A Valquíria", em 22 de janeiro de 1957, começou uma associação de mais de 20 anos com a famosa casa de música nova-iorquina, que incluiu mais de 760 apresentações, tanto naquela cidade quanto em viagens. 

## Apresentações
Ordassy foi intérprete 118 vezes de Alisa, da ópera Lucia di Lammermoor, acompanhando divas do calibre de Joan Sutherland, Beverly Sills, Renata Scotto e Anna Moffo. Também incorporou 109 vezes a Giovanna da ópera Rigoletto. 
Outros frequentes papéis de Ordassy foram:
- Ines, em "Il Trovatore"
- Cura, em "La Forza del Destino"
- a sacerdotisa, em "Aida"
- Clotilde, em "Norma"
- Marianne, em "Der Rosenkavalier"
- Kate Pinkerton, em "Madama Butterfly"
- Falcon, em "Die Frau ohne Schatten", na première de 1966
- Dama de Companhia, em "Macbeth", da mesma forma première, em 1959
- Anna, em "Nabucco", igualmente première em 1960.

Sua última apresentação na Met foi em 1977, interpretando Ines, da ópera "Il Trovatore".